# Acraea acritoides
Acraea acritoides är en fjärilsart som beskrevs av Eltringham 1911. Acraea acritoides ingår i släktet Acraea och familjen praktfjärilar. Inga underarter finns listade i Catalogue of Life.